# Aguim
Aguim est une ancienne paroisse civile portugaise (en portugais : freguesia) de la municipalité d'Anadia dans le district d'Aveiro.
La loi no 11-A/2013 du 28 janvier 2013, portant réorganisation administrative du territoire des freguesias, fusionne Aguim avec les paroisses voisines de Tamengos et Óis do Bairro pour former l’União das freguesias de Tamengos, Aguim e Óis do Bairro (dont le siège est à Tamengos).